# باربرا سميث
باربرا سميث (ولد عام 1946) هي اميركية تنتمي لـ النسوية المثلية  والاشتراكية التي لعبت دورا هاما في بناء والحفاظ على النسوية السوداء في الولايات المتحدة. منذ أوائل 1970s، وقالت انها كانت نشطة كناقد، معلم، محاضر، مؤلف، باحث، وناشر الفكر النسوي الأسود. كما تدرس في العديد من الكليات والجامعات على مدى السنوات الـ25 الماضية.
وقد ظهرت مقالات سميث وقصص قصيرة والنقد الأدبي في مجموعة من المنشورات، بما في ذلك نيويورك تايمز، الباحث الأسود، السيدة، أخبار المجتمع غاي، الجارديان، صوت القرية، الشروط والأمة. باربرا لديها شقيقة التوأم، بيفرلي سميث، التي هي أيضا ناشطة نسوية مثلية وكاتبة.

## النشأة
التقى والدا باربرا، هيلدا ويل سميث وغارت سميث، أثناء حضورهم كلية التاريخ في وسط جورجيا، جامعة فورت فالي الحكومية (ثم فورت فالي ستيت كوليج)، في منتصف 1940s. كان غارتنر سميث يعمل في القوات المسلحة، وكان متمركزا في كليفلاند، أوهايو، عندما كان هو وهيلدا بيل سميث. ورغبةً في إيجاد فرص اقتصادية أفضل والهروب من العنصرية ، انتقل من جورجيا واستقر في ولاية أوهايو.
غير أن أقارب بيل سميث لم يوافقوا على الزواج، وانفصلت العلاقة، مما أجبر بيل سميث الحامل آنذاك على العودة إلى أسرتها في جورجيا.
أطفالهم، باربرا وبيفرلي سميث، التوائم ، ولدا قبل الأوان. توفي بيل سميث من مضاعفات الحمى الروماتيزمية عندما كان عمر سميث تسعة، وكان الإخوة قد نشأت من قبل عائلة سميثز الممتدة، مع جدتها كموظف الذين يعيشون في منزل من عائلة اثنين يسكنها جدتها، وعمتان، وزوج عمة، و (سابقا) أمهما.
سميث تفوقت بمرتبة الشرف. وقد اكسبتها درجاتها ودرجات اختبارها مدخلاً إلى كلية ماونت هوليوك في عام 1965. وقد انتقلت إلى المدرسة الجديدة للبحوث الاجتماعية في مدينة نيويورك، حيث درست العلوم الاجتماعية. وعادت إلى جبل هوليوك وتخرجت في عام 1969.

### النشاط المبكر
«يعتقد أن سميث ولدت في العزل»، كان يعتقد أنه من السهل تطوير الوعي السياسي كما طلاب المدارس الثانوية، سميث وشقيقتها بيفرلي شاركوا في المدرسةالاحتجاجات في عام 1964. حضرت العديد من الندوات من قبل مارتن لوثر كينغ الابن، والتقى المدني الناشطة في مجال حقوق الإنسان.
ومع ظهور النزعة القومية السوداء من حركة الحقوق المدنية، فقد تأثرت بشدة بسبب التحيز الجنسي الذي عاشته في المجموعات التي يهيمن عليها الرجال، وتحولت إلى السياسة النسوية السوداء. وفي عام 1973، حضرت أول اجتماع لها للمنظمة الوطنية النسائية النسوية السوداء في مدينة نيويورك. من اللحظات الأولى في المؤتمر، سميث «أعرف أنني كنت في المنزل.»
استقرت سميث في بوسطن بعد حصولها على درجة الماجستير في الأدب من جامعة بيتسبرغ.

## حياتها
واستمرت أعمالها كمنظمة مجتمعية، وترشحت سميث في ألباني، مجلس نيويورك المشترك (مجلس المدينة) في عام 2005، ويمثل وارد 4. وقد أعيد انتخابها في عام 2009، وعملت أيضا خلال هذه الفترة على الموظفين مع ديفيد كاتشينسكي في نيويورك ل بدائل عن عقوبة الإعدام على الحلول المبتكرة للجريمة العنيفة. وخلال فترة ولايتها في مجلس ألباني المشترك، خدمت سميث الحفل الرابع وكان نشطا في قضايا تنمية الشباب ومنع العنف والفرص التعليمية للفقراء والأقليات الأشخاص المحرومين من الخدمات
. لم تسعى لإعادة انتخابها في عام 2013. سميث تعمل حاليا مع مكتب مدينة عمدة ألبانيا تقود المبادرات التي تعالج عدم المساواة الاقتصادية والعرقية والاجتماعية.
في 14 نوفمبر 2015، منحت مؤسسة مكتبة ألباني العامة لبربارة سميث لقب «أسطورة الكتاب المقدس»، جنبا إلى جنب مع ألباني مواطن غريغوري ماغوير (مؤلف الأشرار: حياة وأوقات الساحرة الشريرة في الغرب). أول هذه الجوائز، في عام 2014، تم منحها على ويليام كينيدي، مؤلف أيرونويد وغيرها من الأعمال.
سميث هو ناشط ضد الإسلاموفوبيا. وأنشأت موقعا على شبكة الإنترنت "أوقف الإسلاموفوبيا"" حيث تظهر الدعم للمهاجرين واللاجئين. وقد أنشأت "الولايات المتحدة للجميع" .